# Barla Szabó József (orvos)
Barla Szabó József (Somogyvisonta, 1883. március 23. –  Budapest, 1960. március 16.) magyar orvos, országgyűlési képviselő.

## Élete
A régi nemes Barla Szabó család sarja, melynek ősi fészke Géberjénben, Szatmár vármegyében van.
Somogyvisontán született 1883. március 23-án, ahol apja, Barla Szabó József református lelkész és 1884-től 1887-ig országgyűlési képviselő volt. Középiskolai tanulmányait szülőhelyén és Csurgón végezte, majd orvosi pályára lépett. A budapesti egyetemen tanult és itt avatták doktorrá 1906-ban. Orvostan-hallgató korában részt vett a budapesti egyetemi Bethlen Gábor-Kör megalapításában; 1904-ben e körnek elnöke volt.
Diplomájának megszerzése után Réczey Imre professzor klinikájára került, 1909-ben műtősebészi oklevelet szerzett. Hatósági tisztiorvosi s középiskolai egészségtanári vizsgát is tett. A szakirodalommal is kezdett foglalkozni s különböző kórházakban szerzett gyakorlatot. A Magyar Sebésztársaság ülésein több orvostudományi előadást tartott.
1916 októberben a budapesti Bethesda-kórház sebészeti főorvosa, 1919. január 15-étől igazgatója, 1921. január 15-én pedig az Erzsébet-kórház főorvosa lett. Mint ezredorvos teljesített a háború alatt katonai szolgálatot és Verebély Tibor professzor osztályán 1916-ban a Révész-utcai utókezelő intézetben dolgozott. Közgazdasági tanulmányokkal is foglalkozott, cikkei jelentek meg a Pesti Hírlapban és a Szózatban. 1920-ban lett nemzetgyűlési képviselő kisgazda programmal, a szigetvári kerületből. 1922-ben régi kerülete újra képviselővé választotta. Nagyatádi Szabó István hívének számított. A Házban igen sokszor szerepelt, legnagyobb feltűnést az a beszéde keltette, mellyel Bárczy István budapesti polgármesteri működését kritizálta s az, amelyet az egészségügyi intézet felállítása érdekében mondott. 1925-től a budapesti állami gépgyár főorvosa, majd egészségügyi főtanácsos is volt. Az 1927-ben létrehozott Országos Társadalombiztosító Intézet (OTI) igazgató főorvosa, és egyetemi magántanár, később egyetemi tanár lett.
1926 decemberében egységespárti programmal a szigetvári kerület újra megválasztotta. 1931-ben kikerült az országgyűlésből, ezután igazgató főorvosként dolgozott. 1960-ban halt meg Budapesten, a Farkasréti temetőben helyezték örök nyugalomra.